# Fuente el Olmo de Íscar
Fuente el Olmo de Íscar è un comune spagnolo di 89 abitanti situato nella comunità autonoma di Castiglia e León.